# Polycoryphinae
Sous-famille
Les Polycoryphinae sont une sous-famille d'opilions laniatores de la famille des Assamiidae.

## Distribution
Les espèces de cette sous-famille se rencontrent en Afrique et en Asie.

## Liste des genres
Selon World Catalogue of Opiliones (18/06/2021) :
- Anaimalus Roewer, 1929
- Ayenea Santos & Prieto, 2010
- Binderella Roewer, 1935
- Bueana Roewer, 1927
- Gulufia Roewer, 1935
- Harpenna Roewer, 1935
- Henriquea Roewer, 1927
- Kavalaica Roewer, 1927
- Kodaika Roewer, 1929
- Koyna Roewer, 1915
- Maracandellus Roewer, 1923
- Maracandinus Roewer, 1912
- Maracandus Simon, 1879
- Montalenia Santos & Prieto, 2010
- Mormuga Roewer, 1927
- Mudumalus Roewer, 1929
- Niefanga Santos & Prieto, 2010
- Oppalnia Roewer, 1927
- Paktongius Suzuki, 1969
- Palmanella Roewer, 1927
- Panchganius Roewer, 1935
- Parakodaika Goodnight & Goodnight, 1944
- Paramaracandus Suzuki, 1976
- Pashokia Roewer, 1927
- Phalcochina Roewer, 1927
- Polycoryphus Loman, 1902
- Procoryphus Roewer, 1950
- Pulchrandrus Kauri, 1985
- Pykara Roewer, 1929
- Santhomea Roewer, 1927
- Senarba Roewer, 1927
- Sonega Roewer, 1935
- Thomecola Roewer, 1935
- Uviranus Kauri, 1985
- Yadoa Roewer, 1935
- Zirolana Roewer, 1940

## Publication originale
- Roewer, 1935 : « Alte und neue Assamiidae. Weitere Weberknechte VIII (8. Ergänzung der "Weberknechte der Erde" 1923). » Veröffentlichungen aus dem Deutschen Kolonial- und Übersee-Museum in Bremen, vol. 1, no 3, p. 1–168.